# هانس فیلبینگر
هانس فیلبینگر (انگلیسی: Hans Filbinger؛ ۱۵ سپتامبر ۱۹۱۳ – ۱ آوریل ۲۰۰۷) یک سیاست‌مدار اهل آلمان بود.
وی همچنین برنده جوایزی همچون لژیون دونور (افسر بزرگ) شده است.